# José Rodrigues de Jesus

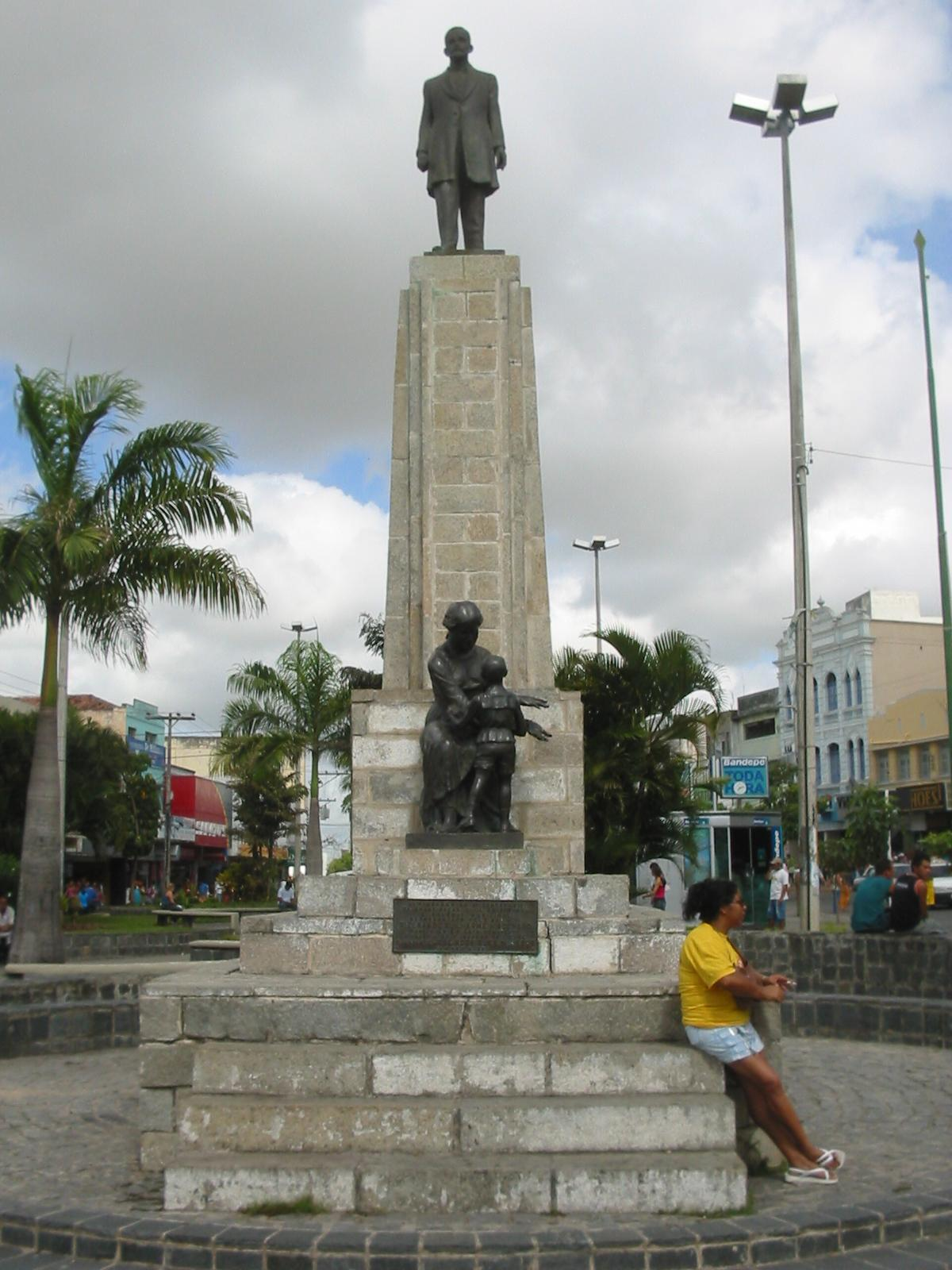
Estátua de José Rodrigues de Jesus na Praça Cel. João Guilherme, em Caruaru, olhando auspiciosamente para a Igreja que ele edificara: a Matriz da Conceição. Abaixo, uma estátua de uma professora.

José Rodrigues de Jesus (Cabo de Santo Agostinho, século 18 – Caruaru, 1820) foi um militar, proprietário rural e líder político que é considerado o fundador do município de Caruaru, no estado brasileiro de Pernambuco.
Caruaru tem suas origens em uma fazenda denominada Carurú. Em 1661, Bernardo Vieira de Mello, Capitão de Ordenança, fidalgo e cavaleiro da Casa Real, recebe uma sesmaria no agreste (Sesmaria do Ararobá), sendo o responsável por fundar várias fazendas de criar gado, que tempos depois se tornaram municípios pernambucanos.
Dentre as fazendas levantadas por Bernardo, havia uma na margem do Ipojuca chamada Carurú, levantada por ele em 1678, segundo descreve um documento de devassa contra seu filho Antônio em 1758. Em meados do século XVIII, a Fazenda do Carurú passou para a propriedade de José Rodrigues de Jesus, que decidiu erigir uma Capela sob invocação de Nossa Senhora da Conceição.
Antes da construção, já havia batismos na localidade, sendo a maioria deles realizados na casa de João Fernandes de Souza, aparentado de José Rodrigues de Jesus. A capela não foi o único motivo do surgimento da povoação, mas o empreendedorismo dos primeiros habitantes e a posição geográfica privilegiada, foram os fatores responsáveis pelo rápido crescimento, e consequentemente, surgimento da necessidade de se construir uma Capela para uso da comunidade crescente; o que foi realizado e inaugurado em 05 de outubro de 1782.

## Biografia
Natural da cidade do Cabo de Santo Agostinho em data ainda ignorada, José Rodrigues de Jesus era filho legítimo do sr. Plácido Rodrigues de Jesus, natural da freguesia de Nossa Senhora da Luz (atual S. Lourenço da Mata), e de Lourença do Vale Pereira, natural do Cabo. Em documentos primários, não há notícias da presença de seu pai, Plácido Rodrigues, na região de Caruaru. Possivelmente, José Rodrigues, conforme se observa nos registros paroquiais dos primeiros livros de batismos e casamentos da Freguesia dos Bezerros, se casou em data anterior a 1774, quando é visto um registro de batismo de seu filho José em 1774. O local do casamento também é ainda desconhecido.
Casou-se com d. Maria do Rosário, natural de Vitória de Santo Antão, filha de Mathias Vidal de Souza, natural do mesmo lugar, e de Eugênia de Almeida Pereira, natural do Cabo.
Abaixo, há um assento de batismo de um dos filhos de José Rodrigues de Jesus em 1783:
"Aos vinte nove dias do mês de Abril de mil setecentos oitenta e três anos na Capela de Nossa Senhora da Conceição do Carurú, desta freguesia de São Jose dos Bezerros, batizei e pus os Santos Óleos a José, nascido nesta dita freguesia aos três do dito mês e ano, filho legitimo de José Rodrigues de Jesus, natural do Cabo, e de sua mulher Maria do Rosário, natural de Santo Antão e moradores nesta freguesia: neto por parte paterna de Plácido Rodrigues, natural da freguesia da Luz, e de sua mulher Lourença do Valle Pereira, natural de Santo Antão: e pela materna de Mathias Vidal de Souza e sua mulher Eugenia de Almeida Pereira, natural de Santo Antão. Fora padrinho o Capitão José de Almeida, casado e morador nesta freguesia, do que para constar fiz este assento, que, por verdade, assinei".
Félix X. de Lima e Mello
Cura dos Bezerros" (sic)

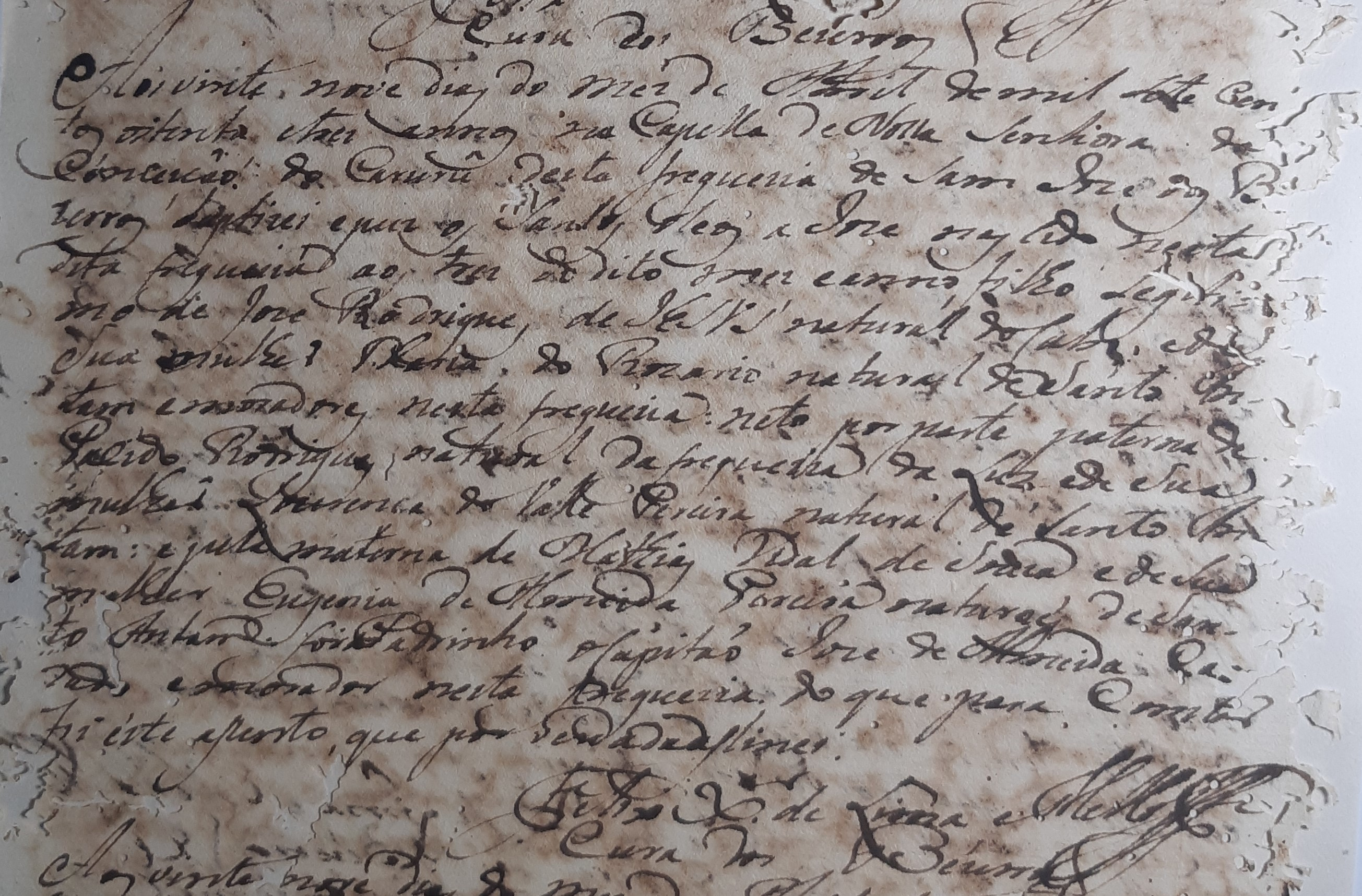
Batismo de José (1783)

Assento de Batismo do Livro de Batismos da Freguesia de São José dos Bezerros (1780-1788), imagem 78.
Existe uma petição, liderada pelo Cônego Simão Rodrigues de Sá, que alguns dizem ser morador em Natal, do Rio Grande do Norte, e outros, como o historiador Nelson Barbalho, dizem ser morador no Recife, na rua das Calçadas. Todos os historiadores desse tópico concordam que o Cônego é de ascendência portuguesa. Os historiadores Josué Euzébio Ferreira e Nelson Barbalho defendem que a família dos sesmeiros era residente no Recife, mas em outras petições de sesmaria, o Cônego Simão Rodrigues de Sá aparece como "vigário da Igreja Matriz de Nossa Senhora da Apresentação, da cidade de Natal", noutras apenas como "morador na cidade de Natal", tanto que ele recebeu em 1706 uma sesmaria na referida capital, assim como muito mais outras terras, desde a Serra do Sabugi até o Rio Camaragibe, na qual ele sempre aparece como residente em Natal. Essa confusão talvez tenha se dado justamente porque a Carta de Sesmaria de Caruaru, conferida em 1681, não existe mais, apenas existem duas cópias incompletas e uma das lacunas do texto, é o local de residência do Cônego Simão e seus parentes.
Essa petição de 1681 foi aceita pelo então Governador de Pernambuco, o Dom Aires de Castro e Souza, e concedeu aos solicitantes uma grande sesmaria "entre os rios Ipojuca e Sirinhaém", onde então fundaram a Fazenda Caruru, sendo a doação indo do Rio Ipojuca até as terras do norte de um fazendeiro chamado Antônio Curado Vidal. Com isto, sua família estabelece uma forte presença em especial de criação de gado bovino, a qual era a maior fonte de renda da família.
Existe outra carta de sesmaria, do Governador Fernão de Souza Coutinho, com grande potencial de ser a sesmaria de Caruaru, concedida ao Capitão de Ordenança, fidalgo e cavaleiro da Casa Real, Bernardo Vieira de Mello em 1661, cujas terras abrangiam grandes extensões, sendo o berço de inúmeras fazendas de criação de gado no agreste.
Em 1758, houve uma devassa sobre arbitrariedades cometidas por Antônio Vieira de Mello, filho de Bernardo, o qual depõe no documento que "...nestas minhas terras hum sitio chamado Caruru que a oitenta annos o citiou meo pay...", sendo este sesmeiro, Bernardo Vieira de Mello, segundo o documento, o primeiro proprietário do Carurú, o qual foi levantado em 1678, sítio este, herdado pelo filho Antônio posteriormente, e existindo a partir de Antônio, uma lacuna de tempo sobre a informação do próximo dono das terras do Carurú, que ao que se sabe, em 1781, já estava em mãos de José Rodrigues de Jesus.

## Descendência
O casal José Rodrigues de Jesus e Maria do Rosário teve muitos filhos, os quais foram:
1. José, nascido em 1774 em Caruaru.
2. Germana Maria da Conceição, nascida aos 13 de maio de 1776 em Caruaru. Casou-se com o sr. João Maurício de Souza, natural do Cabo, no dia 9 de outubro de 1797 na Capela do Carurú.
3. Felipe, nascido em julho de 1778 em Caruaru.
4. José, nascido aos 3 de abril de 1783 em Caruaru.
5. João José de Jesus, nascido em janeiro de 1788 em Caruaru. Casou-se com d. Antônia Maria.
6. Antônia Maria de Jesus, natural de Caruaru. Casou-se com Lourenço do Valle Pereira, natural do Cabo, em janeiro de 1790 na Capela de Caruaru.
7. Anna Vidal de Souza, natural de Caruaru. Casada com Francisco Gonçalves Vidal, natural do mesmo lugar, onde se casou em janeiro de 1791.
8. Manuel José de Jesus, natural de Caruaru. Casou-se com Anna Rosa, natural do mesmo, aos 19 de setembro de 1792 na Capela do Carurú.
9. Maria Rodrigues, natural de Caruaru.
10. Isabel, nascida em janeiro de 1785 em Caruaru.
11. Josefa Maria, natural em Caruaru. Casou-se com Manoel Alexandre, natural de S. Lourenço, aos 5 de novembro de 1797 na Capela do Carurú.

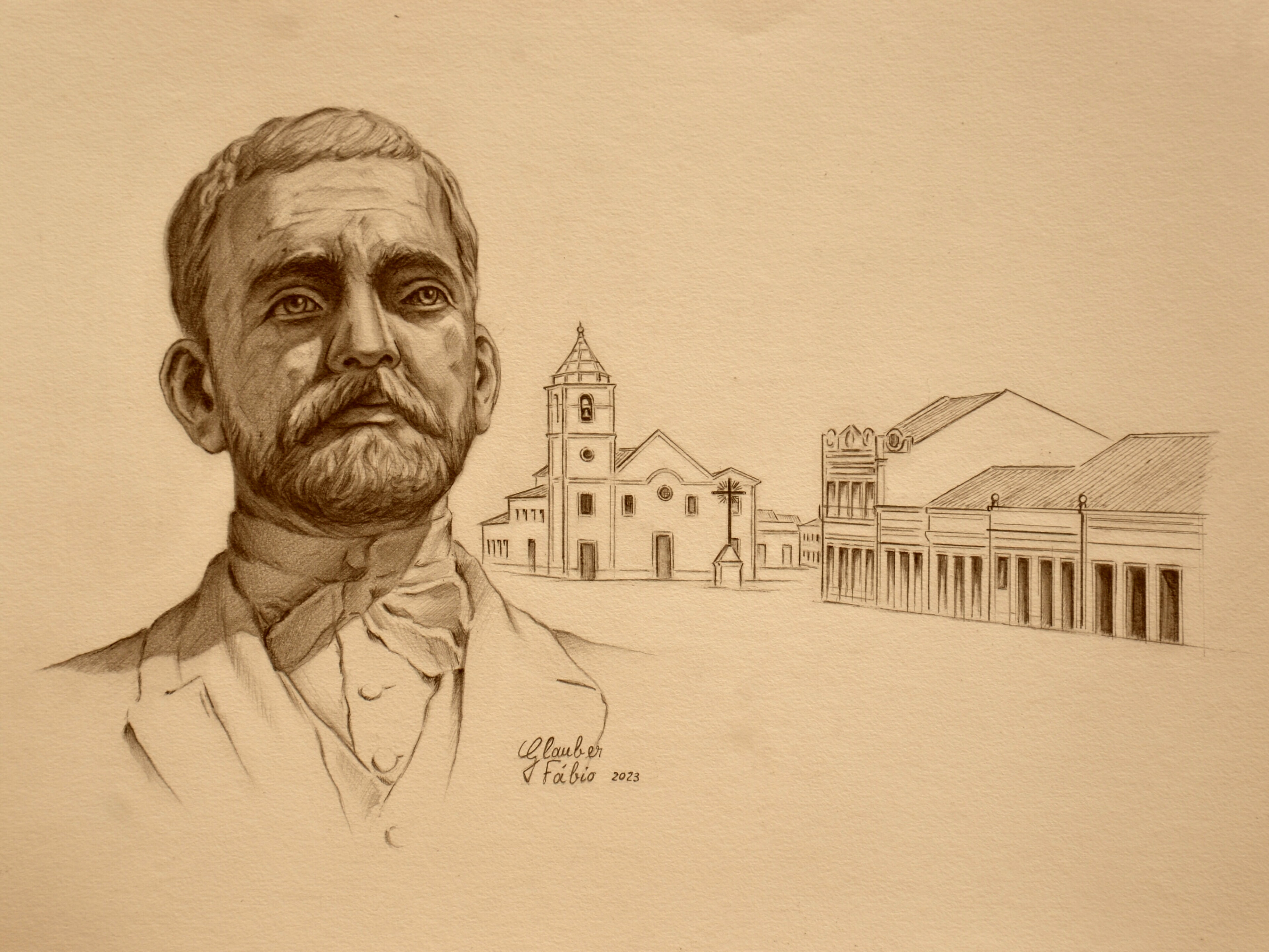
Desenho a Lápis baseado na estátua de José Rodrigues, posta em frente à Igreja da Conceição em Caruaru.

## Falecimento

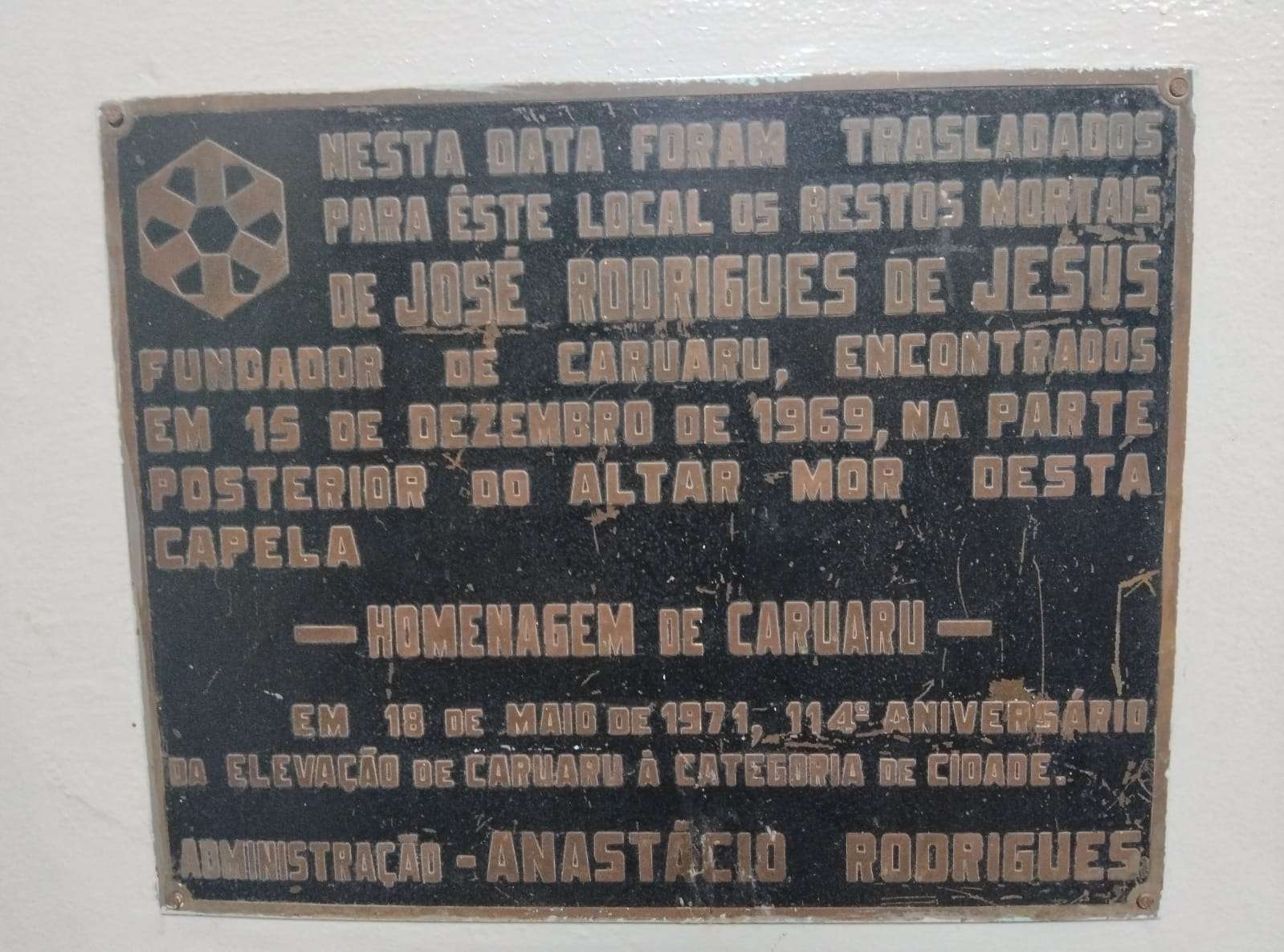
Placa de metal afixada no lado direito do altar da Igreja de Nossa Senhora da Conceição de Caruaru (do ponto de vista de quem do altar para frente da Igreja) pelo então Sr. Prefeito de Caruaru, Anastácio Rodrigues.

É comumente relatado que Capitão-Comandante José Rodrigues de Jesus faleceu por volta de 1820 e foi sepultado na mesma capela que erigiu. Durante uma reforma na Capela da Conceição, seu corpo foi retirado e transferido para uma das torres da mesma Capela, hoje, Igreja da Conceição. Seu corpo foi dado como "perdido" por vários anos, até que quando houve a reforma, foi reencontrado e existe uma placa no interior da Igreja, sinalizando o local do sepultamento. Foi descoberta sua tumba com a inscrição "José Roiz de Jesus".
Existe hoje uma estátua enorme de corpo inteiro homenageando-o como fundador na Praça Coronel João Guilherme de Pontes, a frente da Igreja da Conceição e adjacente a Rua 15 de Novembro, em Caruaru. Também existe uma importante Avenida em Caruaru que leva seu nome, que antes de obter o nome dele, chamava-se "Estrada para Recife".